# Vergoncey
Vergoncey era una comuna francesa situada en el departamento de Mancha, de la región de Mondongo, que el uno de enero de 2017 pasó a ser una comuna delegada de la comuna nueva de Saint-James al fusionarse con las comunas de Argouges, Carnet, La Croix-Avranchin, Montanel, Saint-James y Villiers-le-Pré.

## Demografía
| Gráfica de evolución demográfica de Vergoncey entre 1800 y 2014 |
|                                                                 |

Los datos demográficos contemplados en este gráfico de la comuna de Vergoncey se han cogido de 1800 a 1999 de la página francesa EHESS/Cassini, y los demás datos de la página del INSEE.